# Koji Seki
Koji Seki (Tokio, 26 juni 1972) is een voormalig Japans voetballer.

## Carrière
Koji Seki speelde tussen 1990 en 1999 voor Verdy Kawasaki, Tokyo Gas, Bellmare Hiratsuka en Consadole Sapporo.